# Попов, Евгений Васильевич (борец)
Евгений Васильевич Попов (10 июня 1986, Новосибирск, СССР) — российский борец греко-римского стиля, призёр чемпионата Европы. Мастер спорта России международного класса.

## Карьера
В сентябре 2007 года на предолимпийском чемпионате мира в Баку в 1/16 финала уступил японцу Цукаса Цурумаки, который проиграл в очередном раунде венгру Петеру Бачи, тем самым Попов потерял олимпийскую лицензию. В июне 2008 года на чемпионате Европы финском Тампере, победив поляка Юлиана Квита завоевал бронзовую медаль. В июне 2009 года стал серебряным призёром чемпионата России в Краснодаре, уступив в финале Александру Чехиркину. В сентябре 2009 года в датском Хернинге на чемпионате мира занял 10 место. В октябре 2012 года в Москве в составе сборной Новосибирской области стал бронзовым призёром Кубка России. В январе 2013 года выиграл бронзовую медаль Гран-при Ивана Поддубного в Тюмени

## Спортивные результаты
- Гран-при Ивана Поддубного 2006 — ;
- Чемпионат России по греко-римской борьбе 2006 — ;
- Чемпионат России по греко-римской борьбе 2007 — ;
- Чемпионат мира по борьбе 2007 — 23;
- Чемпионат России по греко-римской борьбе 2008 — ;
- Чемпионат Европы по борьбе 2008 — ;
- Чемпионат России по греко-римской борьбе 2009 — ;
- Чемпионат мира по борьбе 2009 — 10;
- Кубок России по греко-римской борьбе 2012 — ;
- Гран-при Ивана Поддубного 2013 — ;